# عملية كيديم

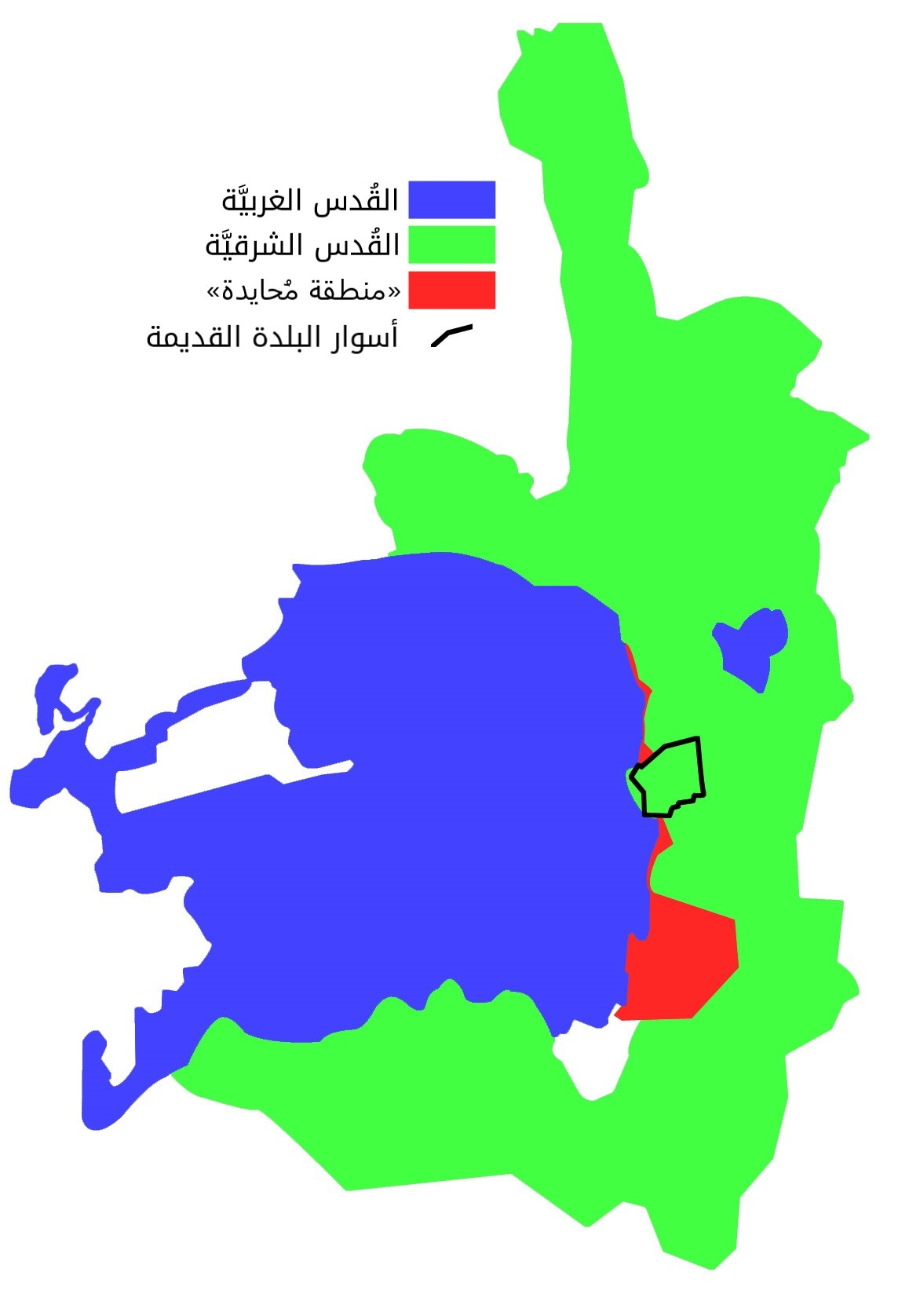
خريطة لبيت المقدس تُظهر قسميها الشرقي العربي والغربي الإسرائيلي.

خُطط لعملية كيديم ونفذت في تموز/يوليو 1948، حيث فشلت العملية بسبب نجاح الفيلق العربي بصدّ العملية خلال الحرب العربية الإسرائيلية عام 1948 . وهدفت العملية للاستيلاء على القدس الشرقية (منها البلدة القديمة). بعد وقف إطلاق النار الأول في الحرب العربية الإسرائيلية التي استمرت أربعة أسابيع، تغير ميزان القوى في القدس بشكل كبير. كان اليهود أقوى بكثير من العرب في قطاع القدس.
كان من المقرر أن تنفذ العملية قوات الإرغون والليحي في 8 تموز (يوليو) بمساعدة الهاغاناه. الا إنها تأخرت بسبب دافيد شلتئيل. الذي أخبرهم بأن يستولوا أولاً على قرية المالحة العربية. في 14 يوليو 1948، بعد معركة شرسة في الساعات الأولى من الصباح، احتل الإرغون القرية. بعد ذلك، شن العرب هجوماً مضاداً خلال ساعات، لكن التعزيزات وصلت واستعيدت القرية. خسر الإرغون 17 رجلاً في معركة مالحة، وأصيب كثيرون.
كان على قوة الإرغون بقيادة يهودا لابيدوت (نمرود) اختراق البوابة الجديدة، كي يتمكن الليحي، من اختراق الجدار الممتد من البوابة الجديدة وبوابة يافا، وتتمكن كتيبة بيت حورون من ضرب جبل صهيون .
كان من المقرر أن تبدأ المعركة في يوم السبت، الجمعة 16 يوليو الساعة 20:00، قبل يوم من وقف إطلاق النار الثاني للحرب العربية الإسرائيلية. وقع خطأ في تنفيذ العملية منذ بدئها، حيث أُجِّلَت أولاً إلى الساعة 23:00 ثم إلى منتصف الليل. وفي النهاية، لم تبدأ المعركة حتى الساعة 02:30. تمكن الإرغون من اختراق البوابة الجديدة، لكن القوات الأخرى فشلت في مهامها. في الساعة 05:45، أصدر شلتئيل أمرا بالتراجع ووقف الأعمال العدائية.

## الكتائب المشاركة في عملية كيدم
- لواء إتزيوني (كتيبة بيت حورون)
- إرغون
- ليحي

## روابط خارجية
- الهدنة الأولى: عمليات آن-فار وداني وكيدم العسكرية الإسرائيلية